# Сара Вейн Келліс
Сара Вейн Келліс (англ. Sarah Wayne Callies; при народженні Сара Енн Келліс (англ. Sarah Anne Callies), нар. 1 червня 1977, Ла-Грейндж, Іллінойс, США) — американська акторка. Найбільш відома роллю Сари Танкреді в серіалі «Втеча з в'язниці».

## Біографія
Коли Сарі був один рік, родина переїхала до Гонолулу (Гавайські острови), де вона виросла. Мати Валері Вейн працювала викладачкою англійської мови в Гавайському університеті, батько Девід Келліс — професор юридичного факультету університету. Дідусь Сари змінив прізвище на Вейн після того, як побачив фільм Джона Вейна. Тож вона взяла дошлюбне прізвище матері як псевдонім. 
Сара вчилася в приватній школі Пунахоу, в Дартмутському коледжі в Гановері, штат Нью-Гемпшир, потім у консерваторії Національного театру в Денвері, здобувши в 2002 році ступінь магістра образотворчих мистецтв.

### Кар'єра
Першою роботою в кіно була епізодична роль Кейт О'Меллі в серіалі «Queens Supreme» (2003). У тому ж році знялася в серіалах «Закон і порядок», «Порочна мережа» і «Тарзан».
У 2005—2009 роках знімалася в телесеріалі «Втеча з в'язниці» у ролі докторки Сари Танкреді. Коли Сара Вейн Келліс дізналася, що її героїню у «Втечі» теж звати Сара, вона попросила продюсерів змінити ім'я героїні, але їй відмовили. Знялася у фільмах «Пророцтво Селести» (2006) та «Шепіт» (2007) з Джошем Голловеєм. Знялася в одному епізоді серіалу «Доктор Хаус». У 2010 році взяла участь у зйомках першого сезону телесеріалу «Ходячі мерці».

## Особисте життя
21 червня 2002 року одружилася з Джошем Вінтергольтом (англ. Josh Winterhalt), з яким познайомилася ще в Дартмутському коледжі. У липні 2007 року народила дочку Кеалу.

## Фільмографія
| Фільми | Фільми                   | Фільми   | Фільми   |
| Рік    | Фільм                    | Роль     | Примітки |
| ------ | ------------------------ | -------- | -------- |
| 2006   | Пророцтво Селести        | Марджорі |          |
| 2007   | Шепіт (фільм, 2007)Шепіт | Роксан   |          |
| 2008   | Bittersweet              | Робін    |          |
| 2010   | Lullaby for Pi           | Джозефін |          |
| 2011   | Faces in the Crowd       | Франсін  |          |

| Телесеріали | Телесеріали                         | Телесеріали     | Телесеріали |
| Рік         | Назва                               | Роль            | Примітки    |
| ----------- | ----------------------------------- | --------------- | ----------- |
| 2003        | Queens Supreme                      | Кейт О'Меллі    |             |
| 2003        | Закон і порядок: Спеціальний корпус | Дженні Рочестер |             |
| 2003        | Порочна мережа                      | Кетрін Рендалл  |             |
| 2003        | Тарзан                              | Джейн Портер    |             |
| 2004        | The Secret Service                  | Лаура Келлі     |             |
| 2005        | 4исла                               | Кім Голл        |             |
| 2005-2009   | Втеча з в'язниці                    | Сара Танкреді   |             |
| 2009        | Prison Break: The Final Break       | Сара Танкреді   |             |
| 2010        | Доктор Хаус                         | Джулія          |             |
| 2010        | Ходячі мерці                        | Лорі Граймс     |             |
| 2010        | Tangled                             | Хло / Саллі     |             |
| 2016—2018   | Колонія                             | Кеті Боуман     |             |